# جلال‌الدین ماشاریپوف
جلال‌الدین ماشاریپوف (ازبکی: Жалолиддин Машарипов؛ زادهٔ ۱ سپتامبر ۱۹۹۳) بازیکن فوتبال اهل ازبکستان است که در پست وینگر برای استقلال در لیگ برتر خلیج فارس و به عنوان کاپیتان در تیم ملی فوتبال ازبکستان بازی می‌کند.
وی از ۲۰۱۸ کاپیتان تیم ملی فوتبال ازبکستان است و از باشگاه‌هایی که در آن بازی کرده است می‌توان به پاختاکور تاشکند، لوکوموتیو تاشکند، شباب الاهلی امارات و النصر عربستان در کنار کریستیانو رونالدو اشاره کرد.

## دوران باشگاهی

### النصر عربستان
ماشاریپوف در ۲۶ دسامبر ۲۰۲۰ به النصر عربستان پیوست اما النصر به دلیل مشکلات مالی برای ثبت قرارداد این بازیکن دچار مشکل شد و در نهایت ماشاریپوف را به صورت قرضی به باشگاه شباب الاهلی منتقل کرد. او پس از بازگشت از دوران قرضی خود، پیراهن شماره ۷ النصر را بر تن کرد که بعد از پیوستن کریستیانو رونالدو به این تیم، ماشاریپوف این شماره را به کریستیانو رونالدو داد و خودش پیراهن شماره ۷۷ تن کرد.
در ۱۷ اوت ۲۰۲۳ النصر اعلام کرد قرارداد وی با توافق دوجانبه فسخ شده است.

### پانسرایکوش
وی در در ۲۷ سپتامبر ۲۰۲۳ با قراردادی یک و نیم ساله به پانسرایکوش یونان پیوست تا در سوپر لیگ فوتبال یونان توپ بزند اما پس از نیم فصل حضور و ۸ بازی با پیراهن این تیم که منجر به ۲ پاس گل شده بود قرارداد خود را فسخ کرد.

### استقلال
ماشاریپوف که در فصول نقل و انتقالاتی سابق مورد توجه استقلال قرارگرفته بود اما به بستن قرارداد منجر نشده بود در نهایت در ۱۵ بهمن ۱۴۰۲ با قراردادی یک و نیم ساله به استقلال پیوست. وی اولین بازی خود را با پیراهن استقلال در مقابل ملوان انجام داد و موفق شد در اولین بازی خود برای استقلال گلزنی کند.

## دوران ملی
ماشاریپوف از سال ۲۰۱۳ برای تیم زیر ۲۰ سال ازبکستان بازی کرده است. او همچنین در سال ۲۰۱۵ برای جام پادشاهی در تایلند دعوت شد، اما در نیمه اول پس از انجام یک تکل هوایی با کفش‌های استوک دار به سینه کانگ سانگ-وو، بازیکن کره جنوبی، کارت قرمز دریافت کرد. بعدها او به تیم ملی بزرگسالان نیز دعوت شد و اولین حضورش در تیم ملی را در ۶ اکتبر ۲۰۱۶ انجام داد. در آن بازی، او در دقیقه ۶۱ به عنوان بازیکن تعویضی به جای سردار رشیدوف به زمین آمد. این بازی که در چارچوب مرحله مقدماتی جام جهانی ۲۰۱۸ بود، با نتیجه ۰–۱ به نفع ایران به پایان رسید.

## آمار باشگاهی
تا تاریخ ۶ اردیبهشت ۱۴۰۴
| باشگاه     | دسته       | فصل        | لیگ  | لیگ | جام حذفی | جام حذفی | آسیا | آسیا | سوپر جام | سوپر جام | مجموع | مجموع |
| باشگاه     | دسته       | فصل        | بازی | گل  | بازی     | گل       | بازی | گل   | بازی     | گل       | بازی  | گل    |
| ---------- | ---------- | ---------- | ---- | --- | -------- | -------- | ---- | ---- | -------- | -------- | ----- | ----- |
| استقلال    | لیگ برتر   | ۰۳–۱۴۰۲    | ۱۴   | ۲   | ۱        | ۰        | –    | –    | –        | –        | ۱۵    | ۲     |
| استقلال    | لیگ برتر   | ۰۴–۱۴۰۳    | ۲۴   | ۱   | ۲        | ۰        | ۸    | ۰    | –        | –        | ۳۴    | ۱     |
| مجموع آمار | مجموع آمار | مجموع آمار | ۳۸   | ۳   | ۳        | ۰        | ۸    | ۰    | –        | –        | ۴۹    | ۳     |

## آمار ملی

### بازی‌های ملی
تا تاریخ ۱۰ ژوئن ۲۰۲۵
| ازبکستان | ازبکستان | ازبکستان | ازبکستان |
| سال      | بازی     | گل       | پاس گل   |
| -------- | -------- | -------- | -------- |
| ۲۰۱۶     | ۴        | ۰        | ۰        |
| ۲۰۱۷     | ۶        | ۱        | ۰        |
| ۲۰۱۸     | ۴        | ۰        | ۰        |
| ۲۰۱۹     | ۱۳       | ۱        | ۳        |
| ۲۰۲۰     | ۴        | ۰        | ۰        |
| ۲۰۲۱     | ۷        | ۳        | ۲        |
| ۲۰۲۲     | ۶        | ۴        | ۱        |
| ۲۰۲۳     | ۱۱       | ۳        | ۰        |
| ۲۰۲۴     | ۱۵       | ۱        | ۵        |
| ۲۰۲۵     | ۳        | ۰        | ۰        |
| مجموع    | ۷۳       | ۱۳       | ۱۱       |

### گل‌های ملی
| شماره | تاریخ          | میزبان | بازی ملی | حریف        | نتیجه | رقابت                        |
| ----- | -------------- | ------ | -------- | ----------- | ----- | ---------------------------- |
| ۱     | ۲۵ اوت ۲۰۱۷    | نمنگان | ۹        | قرقیزستان   | ۵–۰   | دوستانه                      |
| ۲     | ۱۳ ژانویه ۲۰۱۹ | دبی    | ۱۶       | ترکمنستان   | ۴–۰   | جام ملت‌های آسیا ۲۰۱۹         |
| ۳     | ۷ ژوئن ۲۰۲۱    | ریاض   | ۳۳       | سنگاپور     | ۵–۰   | مقدماتی جام جهانی ۲۰۲۲       |
| ۴     | ۷ ژوئن ۲۰۲۱    | ریاض   | ۳۳       | سنگاپور     | ۵–۰   | مقدماتی جام جهانی ۲۰۲۲       |
| ۵     | ۱۱ ژوئن ۲۰۲۱   | ریاض   | ۳۴       | یمن         | ۱–۰   | مقدماتی جام جهانی ۲۰۲۲       |
| ۶     | ۲۷ ژانویه ۲۰۲۲ | دبی    | ۳۹       | سودان جنوبی | ۳–۰   | دوستانه                      |
| ۷     | ۲۹ مارس ۲۰۲۲   | نمنگان | ۴۱       | اوگاندا     | ۴–۲   | دوستانه                      |
| ۸     | ۸ ژوئن ۲۰۲۲    | نمنگان | ۴۲       | سری‌لانکا    | ۳–۰   | مقدماتی جام ملت‌های آسیا ۲۰۲۳ |
| ۹     | ۱۴ ژوئن ۲۰۲۲   | نمنگان | ۴۴       | تایلند      | ۲–۰   | مقدماتی جام ملت‌های آسیا ۲۰۲۳ |
| ۱۰    | ۱۱ ژوئن ۲۰۲۳   | تاشکند | ۴۷       | عمان        | ۳–۰   | تورنمنت کافا ۲۰۲۳            |
| ۱۱    | ۱۱ ژوئن ۲۰۲۳   | تاشکند | ۴۷       | عمان        | ۳–۰   | تورنمنت کافا ۲۰۲۳            |
| ۱۲    | ۲۵ دسامبر ۲۰۲۳ | دبی    | ۵۵       | قرقیزستان   | ۴–۱   | دوستانه                      |
| ۱۳    | ۵ سپتامبر ۲۰۲۴ | تاشکند | ۶۵       | کرهٔ شمالی   | ۱–۰   | مقدماتی جام جهانی ۲۰۲۶       |

## افتخارات

### باشگاهی

#### پاختاکور
- لیگ برتر فوتبال ازبکستان (۴): ۲۰۱۴، ۲۰۱۵، ۲۰۱۹، ۲۰۲۰
- جام حذفی فوتبال ازبکستان (۲): ۲۰۱۹، ۲۰۲۰
- جام لیگ ازبکستان(۱): ۲۰۱۹

#### لوکوموتیو تاشکند
- لیگ برتر فوتبال ازبکستان (۱): ۲۰۱۷
- جام حذفی فوتبال ازبکستان (۱): ۲۰۱۷

#### شباب الاهلی
- جام اتصالات امارات (۱): ۲۱–۲۰۲۰
- جام رئیس دولت امارات (۱): ۲۱–۲۰۲۰[۱۴]

#### استقلال
- جام حذفی فوتبال ایران (۱): ۰۴–۱۴۰۳

### فردی
- آقای پاس گل لیگ برتر ازبکستان (۱): ۲۰۲۰
- بهترین بازیکن سال فدراسیون فوتبال ازبکستان  (۱): ۲۰۲۰[۱۵]
- بهترین بازیکن زمین لیگ کاپ امارات (۱): ۲۱–۲۰۲۰[۱۶]
- بهترین هافبک لیگ قهرمانان آسیا (غرب) در اوپتا اسپورتس (۱): ۲۰۲۰[۱۷]